# Dennis Vermeiren
Dennis Vermeiren (21 februari 1982) is een Belgisch voormalig korfballer.

## Levensloop
Vermeiren werd actief bij Mercurius, alwaar hij als 16-jarige zijn intrede deed in het eerste team. In 2004 maakte hij de de overstap naar Riviera. Met deze club won hij driemaal de Beker van België (2005, 2006 en 2007) en werd hij tweemaal veld- (2005 en 2010) en zaalkampioen (2005 en 2006).
Tevens maakte hij deel uit van het Belgisch nationaal team, waarmee hij onder meer zilver won op de Wereldspelen van 2005 en 2009, alsook op het wereldkampioenschap van 2007 en het Europees kampioenschap van 2010. In 2011 stopte hij als international.
Na zijn spelerscarrière werd hij actief als coach. Hij trainde onder meer ASKC.